# Contea di Martin (Carolina del Nord)
La contea di Martin in inglese Martin County è una contea dello Stato della Carolina del Nord, negli Stati Uniti. La popolazione al censimento del 2000 era di 25 593 abitanti. Il capoluogo di contea è Williamston.